# Політична культура
Політи́чна культу́ра — сукупність соціально-психологічних настанов, цінностей і зразків поведінки соціальних верств, окремих громадян, які стосуються їх взаємодії з політичною владою. Політична культура охоплює рівень знань та уявлень про політику, емоційне ставлення до неї, що мотивує політичну поведінку громадян.
Політична культура – сукупність цінностей, знань, ставлень, орієнтації того чи іншого соціального суб’єкту, що фіксує рівень розвитку їх політичної свідомості, політичної діяльності і поведінки.

## Поняття політичної культури
Політологія вивчає насамперед політичну культуру, що характеризує розвиток теоретичних, ціннісних, нормативних, реальних і підсвідомих уявлень та ставлень громадян. Вони допомагають нам усвідомити й розвинути всебічні зв’язки з інститутами влади і між собою. Від політичної культури людей значною мірою залежать політичні процеси в суспільстві, стабільність і демократизм політичної системи тощо. Цей термін в політологію ввів Г. Алмонд (США). Існує багато уявлень щодо визначення політичної культури. Одні дослідники вважають, що політична культура це якісний бік системи політичних уявлень і політичної поведінки мас, це їх рівень політичних знань, міра включеності у політичний процес, компетентність і професіоналізм. Інші схильні вважати, що політична культура це не якість і не стан політики, а конкретні політичні феномени, які самі формують механізми політичного життя. Г. Алмонд гадав, що за допомогою цього поняття можливо провести зрівняльний аналіз різних політичних систем, бо воно охоплює такі явища як політичні теорії і цінності, ідеології, відмінності національного характеру, культурне середовище, рівень загальної освіти та інше. Це був інструмент, за допомогою якого можна було провести якісний аналіз характеру і рівня розвитку політичної системи.
Серед багатьох визначень поняття "політична культура" можна знайти спільний знаменник, яким є знання, оцінки та поведінка більшості громадян стосовно таких політичних об'єктів, як нація, держава, її політичні інститути. Б. Цимбалістий вважає, що "політична культура стосується не політичних надій, а специфічно політичних орієнтацій ставлення до політичної системи та її окремих компонентів і ставлення до ролі одиниці в системі."

## Національна політична культура

### США
На політичну культуру Сполучених Штатів значною мірою вплинуло походження перших іммігрантів, оскільки вони є суспільством поселенців. Семюел П. Хантінгтон визначив американську політику як таку, що має "тюдорівський" характер, з елементами англійської політичної культури того періоду, такими як загальне право, сильні суди, місцеве самоврядування, децентралізований суверенітет у різних інституціях та опора на народне ополчення замість постійної армії, що були імпортовані першими поселенцями. Іншим джерелом політичної культури було прибуття шотландсько-ірландських американців, які походили з жорстокого регіону Британії, і принесли з собою сильне почуття індивідуалізму та підтримку права на носіння зброї. Ці поселенці забезпечили підтримку демократії Джексона, яка була революцією свого часу проти встановлених еліт, і залишки якої все ще можна побачити в сучасному американському популізмі.

## Найважливіші елементи політичної культури
- Політична свідомість
- Політична діяльність
- Політична поведінка
- Політична участь